# Tom Cruise
Tom Cruise, all'anagrafe Thomas Cruise Mapother IV (Syracuse, 3 luglio 1962), è un attore e produttore cinematografico statunitense.

Firma di Tom Cruise

Tra gli attori più pagati nella storia del cinema, Cruise è stato candidato per quattro volte ai Premi Oscar ed ha vinto tre Golden Globe. La maggior parte della critica cinematografica lo considera tra le più rappresentative star di film d'azione.
Fin dagli esordi è stato accolto dal pubblico come un divo del cinema, tant'è che i suoi film nel complesso hanno incassato oltre 12 miliardi di dollari. Il suo primo successo è stato il film del 1983 Risky Business - Fuori i vecchi... i figli ballano, che è stato descritto "un classico della Generazione X e l'inizio di una carriera costruttiva" per l'attore. Ha raggiunto la fama internazionale come attore per il suo ruolo in Top Gun (1986), del quale è stato girato un sequel di grande successo dal titolo Top Gun: Maverick (2022). Un altro ruolo che lo ha portato alla notorietà internazionale è quello dell'agente segreto Ethan Hunt nella serie cinematografica Mission: Impossible, composta da otto pellicole uscite tra il 1996 e il 2025.
Nella sua carriera, Cruise ha preso parte a film prevalentemente d'azione o sentimentali come Nato il quattro luglio (1989), Cocktail (1988) e Jack Reacher - La prova decisiva (2012). L'attore è anche noto per la sua adesione e il suo sostegno a Scientology. Le sue notevoli critiche pubbliche nei confronti della psichiatria e dell'uso di farmaci anti-depressivi hanno suscitato polemiche e interesse da parte dei media. La rivista Forbes lo ha spesso classificato come una delle celebrità più famose al mondo.

## Biografia
Nato il 3 luglio 1962 a Syracuse, New York, figlio di Mary Lee Pfeiffer, un'insegnante di educazione fisica, e di Thomas Cruise Mapother III, un ingegnere elettronico morto di cancro nel 1984; i suoi genitori divorziarono quando lui aveva 11 anni. Ha origini inglesi, irlandesi e tedesche, derivanti dai suoi bisnonni paterni, William Reibert e Charlotte Louise Voelker; e, presumibilmente, anche una derivazione dal Galles dal suo trisavolo paterno, Dylan Henry Mapother, il quale emigrò da Flint, in Galles, a Louisville, nel Kentucky, nel 1850. Ha tre sorelle: Lee Anne, Marian e Cass., Cruise è cugino di primo grado dell'attore William Mapother, che è apparso insieme con lui in cinque film.
Frequentò la scuola pubblica "Robert Hopkins" per i gradi 3, 4 e 5 e la scuola media "Henry Munro" per il grado 6, a Gloucester, ora Ottawa, nell'Ontario. All'età di 7 anni gli venne diagnosticata una forma piuttosto seria di dislessia, che si attenuò con l'età adulta. La famiglia visse nel sobborgo Gloucester di Beacon Hill, il padre divenne consulente di Difesa per le forze armate canadesi. Cruise entrò presto nel teatro della scuola "Robert Hopkins", con la supervisione dell'insegnante George Steinburg.
Mentre si allenava per partecipare a una competizione locale di wrestling, decise di perdere peso per poter rientrare nelle categorie previste dalla gara, correndo su e giù per le scale di casa. Uno scivolone gli causò la lesione di un tendine e così s'interessò ad altre attività. Decise quindi di provare a partecipare a una produzione scolastica di Bulli e pupe. Tom si dimostrò all'altezza del ruolo di Nathan Detroit e in quell'occasione tirò fuori il talento che sarebbe stato in seguito la chiave del suo successo. Decise quindi di trasferirsi a New York per diventare attore e il padre gli domandò: "Quanto mi costerà tutto ciò?". Si trasferì quindi a New York all'età di diciassette anni e si ripromise di divenire famoso entro tre anni. Grazie alla sua interpretazione in Bulli e Pupe ebbe il suo primo agente, Tobe Gibson, che gli consigliò di farsi chiamare con un diminutivo del suo nome di battesimo Thomas, ovvero Tom, seguito dal suo primo cognome Cruise.

## Carriera

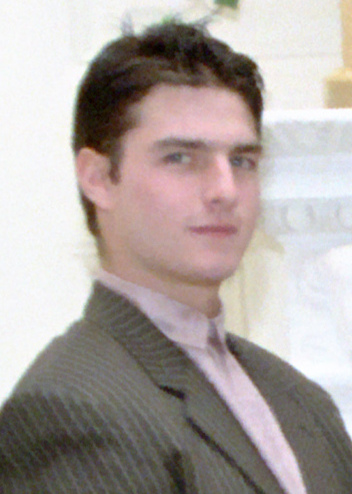
Cruise nel 1985 a un ricevimento, ospite della First Lady Nancy Reagan alla Casa Bianca

A New York Tom s'iscrisse ai corsi serali della scuola di recitazione Neighborhood Playhouse, viveva in un appartamento in condivisione cercando di sbarcare il lunario con lavoretti. Al rinnovo del contratto, decise di cambiare agente. Il suo nuovo agente lo fece volare a Los Angeles per il casting di una sitcom e nel 1981 lo fece apparire in Amore senza fine, di Franco Zeffirelli, che fu l'esordio cinematografico di Cruise.
Incominciò a quel punto una carriera da fotomodello, quando si accorse però che diverse sue foto erano finite in un giornale gay, smise di fare quel lavoro, che gli garantiva una certa entrata. Tom decise di tornare a Glen Ridge, ma prima fece un provino per Taps - Squilli di rivolta, dove interpretò David Shawn per volere del produttore Stanley Jaffe e fu per lui il suo primo ruolo importante. Tom fu convinto dal suo agente a interpretare nel 1982 Un week end da leone, commedia sexy vietata ai minori. Il film però non fu ben accolto né dalla critica né dal pubblico. Tom si trasferì a Los Angeles e firmò un contratto con un nuovo agente, Paula Wagner. Partecipò quindi al cast per il film I ragazzi della 56ª strada di Francis Ford Coppola aggiudicandosi il ruolo di Steve Randle, accanto ad altri giovani attori quali Matt Dillon, Emilio Estevez, Rob Lowe, Ralph Macchio, Patrick Swayze e C. Thomas Howell. Fece poi un provino per Risky Business - Fuori i vecchi... i figli ballano ottenendo il suo primo ruolo da protagonista e una certa notorietà. Nel 1983, sul set di Risky Business, conobbe Rebecca De Mornay, con la quale ebbe una relazione di circa due anni. Nel 1985 interpretò Jack nel film Legend di Ridley Scott.
Successivamente interpretò Pete "Maverick" Mitchell in Top Gun di Tony Scott, film grazie al quale divenne una star e che gli permise di aggiudicarsi una stella sulla Walk of Fame di Hollywood. Top Gun fu campione di incassi nel 1986 e stabilì il record di prenotazione per l'acquisto del VHS. Sempre nel 1986 è protagonista, con Paul Newman, ne Il colore dei soldi. Nel 1988 interpreta il film Cocktail, successo di critica e di pubblico. Sempre nello stesso anno è protagonista, insieme con Dustin Hoffman, in Rain Man - L'uomo della pioggia. Nel film Cruise interpreta Charlie Babbit, imprenditore e venditore di auto da corsa, che scopre di avere un fratello autistico. È il 1989 l'anno in cui Tom viene consacrato come attore versatile e di grande talento. Infatti l'interpretazione del veterano del Vietnam Ron Kovic in Nato il quattro luglio di Oliver Stone, gli vale un Golden Globe come miglior attore e la sua prima nomination al premio Oscar.
Nel 1990 la rivista People lo classifica come l'uomo vivente più sexy dell'anno, all'età di 28 anni. Tom Cruise, considerato da molte persone l'uomo più bello del mondo, prosegue la sua carriera interpretando ruoli con sfaccettature molto diverse. Agli inizi degli anni novanta, sul set di Giorni di tuono, Cruise conosce Nicole Kidman, che diventerà sua moglie e con la quale lavorerà nel film Cuori ribelli. Negli anni seguenti, Tom recita in pellicole di enorme successo, come Codice d'onore, accanto a Jack Nicholson e Demi Moore, Il socio di Sydney Pollack e Intervista col vampiro, dove recita in coppia con Brad Pitt.
Verso la metà degli anni novanta, Cruise è ormai uno degli attori più quotati di Hollywood e torna a sbancare i botteghini come l'agente Ethan Hunt in Mission: Impossible di Brian De Palma. Sempre nello stesso anno è il protagonista del film sportivo Jerry Maguire, dove interpreta un manager sull'orlo del fallimento. Questa interpretazione gli fa guadagnare la sua seconda nomination all'Oscar come miglior attore protagonista. Il 16 luglio 1999 esce nelle sale Eyes Wide Shut, ultimo film del regista Stanley Kubrick e interpretato da Tom Cruise e da sua moglie Nicole Kidman. La lavorazione del film è durata ben tre anni, facendogli rinunciare al ruolo di protagonista in Matrix. Sempre nel 1999 l'interpretazione del guru misogino in Magnolia gli fa ricevere la terza nomination all'Oscar (la prima come miglior attore non protagonista) e il suo terzo Golden Globe, sempre nelle categoria "miglior attore non protagonista".
Nel 2000 gira il seguito di Mission: Impossible e l'anno seguente Vanilla Sky. Nel 2002 gira Minority Report di Steven Spielberg, tratto dall'omonimo romanzo di Philip K. Dick e narra il documentario Space Station 3D. Nel 2003 è protagonista in L'ultimo samurai, per la regia di Edward Zwick. Dopo aver lavorato con il regista Michael Mann in Collateral nel 2004, la coppia Cruise-Spielberg dà vita a La guerra dei mondi (2005). Nel 2006, riprende il suo ruolo di Ethan Hunt nel terzo capitolo della serie Mission: Impossible, mentre nel 2007 gira Leoni per agnelli con Meryl Streep, diretto e interpretato da Robert Redford, il 19 luglio c'è il primo ciak del film Operazione Valchiria diretto da Bryan Singer, tormentato da alcune polemiche riguardo alla sua interpretazione del colonnello Claus von Stauffenberg che complotta per uccidere Hitler. Nel 2008 esce Tropic Thunder, con un cameo di Cruise che interpreta la parte di un produttore cinematografico, Les Grossman.
Nel 2006 viene pubblicata la biografia non autorizzata Tom Cruise: L'uomo e l'attore a firma del critico cinematografico inglese Iain Johnstone; per festeggiare i trent'anni di carriera, l'8 maggio 2008 viene messo online il suo sito ufficiale.

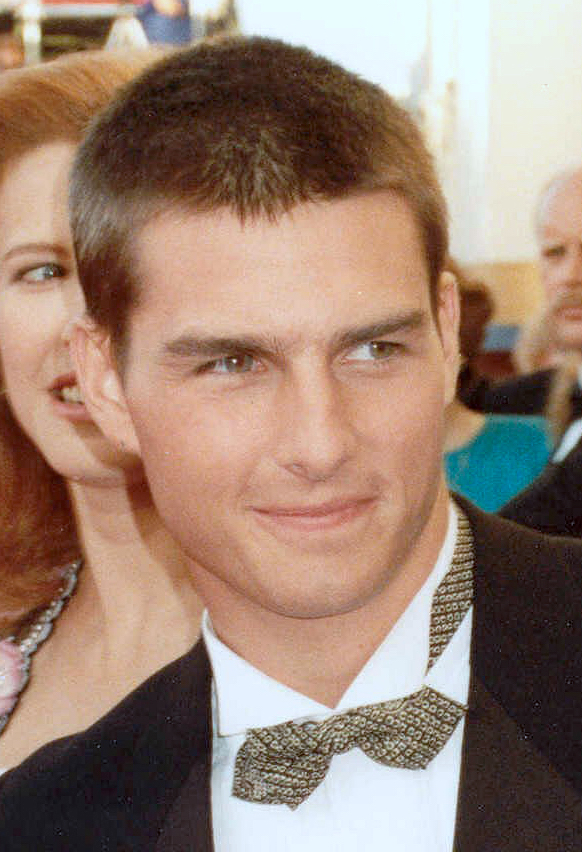
Tom Cruise ai Premi Oscar 1989

Nel 2010, Cruise comincia le riprese della commedia d'azione Innocenti bugie, accanto a Cameron Diaz con cui aveva già recitato in Vanilla Sky del 2001. Sempre nel 2010 l'attore conferma che interpreterà per la quarta volta il ruolo dell'agente Ethan Hunt, in Mission: Impossible - Protocollo fantasma, uscito nel 2011. Il film è un successo, incassando molto di più degli altri tre episodi, diventando anche per l'attore il film di maggior incasso da lui interpretato. All'inizio del 2012 Tom Cruise entra per primo nel cast del film Rock of Ages, nel ruolo della rockstar Stacee Jaxx, adattamento del musical omonimo diretto da Adam Shankman e prodotto da New Line/Warner Bros., uscito in Italia il 20 giugno 2012. Sempre nel 2012 l'attore è protagonista del film Jack Reacher - La prova decisiva tratto dal romanzo La prova decisiva di Lee Child, uscito nelle sale italiane il 3 gennaio 2013.
Nel 2012 Tom Cruise è diventato l'attore più pagato di Hollywood, avendo guadagnato in tutto l'anno 75 milioni di dollari e superando Leonardo DiCaprio. Ad aprile 2013 l'attore è tornato sui grandi schermi con il film Oblivion, scritto e diretto da Joseph Kosinski. Durante le riprese del film, per i suoi cinquanta anni, il regista gli regala una delle moto utilizzate nel film. Nel 2014 è co-protagonista del film Edge of Tomorrow - Senza domani accanto all'attrice Emily Blunt. La pellicola è l'adattamento cinematografico della light novel All You Need Is Kill, scritta da Hiroshi Sakurazaka nel 2004. Sempre all'inizio del 2014 Tom Cruise annuncia l'uscita del quinto capitolo della saga Mission: Impossible, con la regia affidata a Christopher McQuarrie. Il film uscirà poi nel 2015.

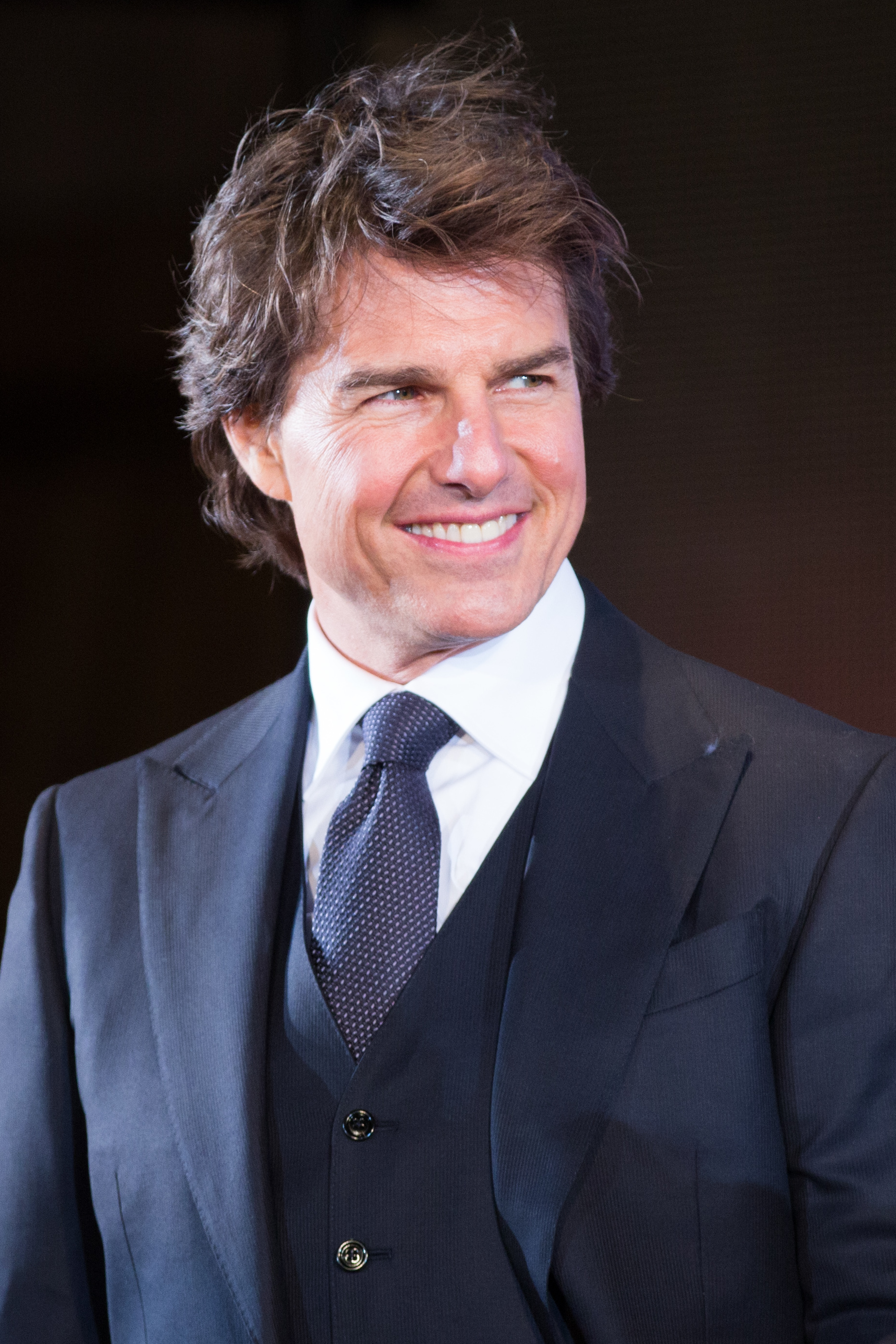
Cruise nel 2016

Nel 2015 invece l'attore finisce di girare un biopic dal titolo Barry Seal - Una storia americana diretto da Doug Liman, incentrato sulla vita di Barry Seal, prima aviatore, poi spacciatore del Cartello di Medellín e infine collaboratore della Cia. Il film viene distribuito nelle sale nel 2017; sempre nel 2015 comincia a girare il sequel di Jack Reacher - La prova decisiva con questa volta alla regia Edward Zwick, che aveva già lavorato alla regia con Tom nel film L'ultimo samurai, la cui data d'uscita è il 21 ottobre del 2016 e s'intitola Jack Reacher - Punto di non ritorno. Inoltre, nel 2017, è protagonista nel film La mummia, reboot dell'omonimo film del 1999 diretto da Stephen Sommers e prodotto dalla Universal Pictures. Il film, inizialmente progettato come inizio del monster verse della Universal, risulta un flop al botteghino e un insuccesso di critica. Nell'agosto dello stesso anno viene inserito dalla rivista Forbes al settimo posto degli attori più pagati, con un introito di 43 milioni di dollari. Nel 2018 torna a vestire i panni di Ethan Hunt nel sesto capitolo della saga di Mission Impossible, dal titolo Mission: Impossible - Fallout. Durante le riprese l'attore prese lezioni di volo e girò lui stesso le scene senza bisogno di stuntman, cosa ormai che fa dai tempi del primo capitolo e che da allora continua a fare in tutti i suoi film. 

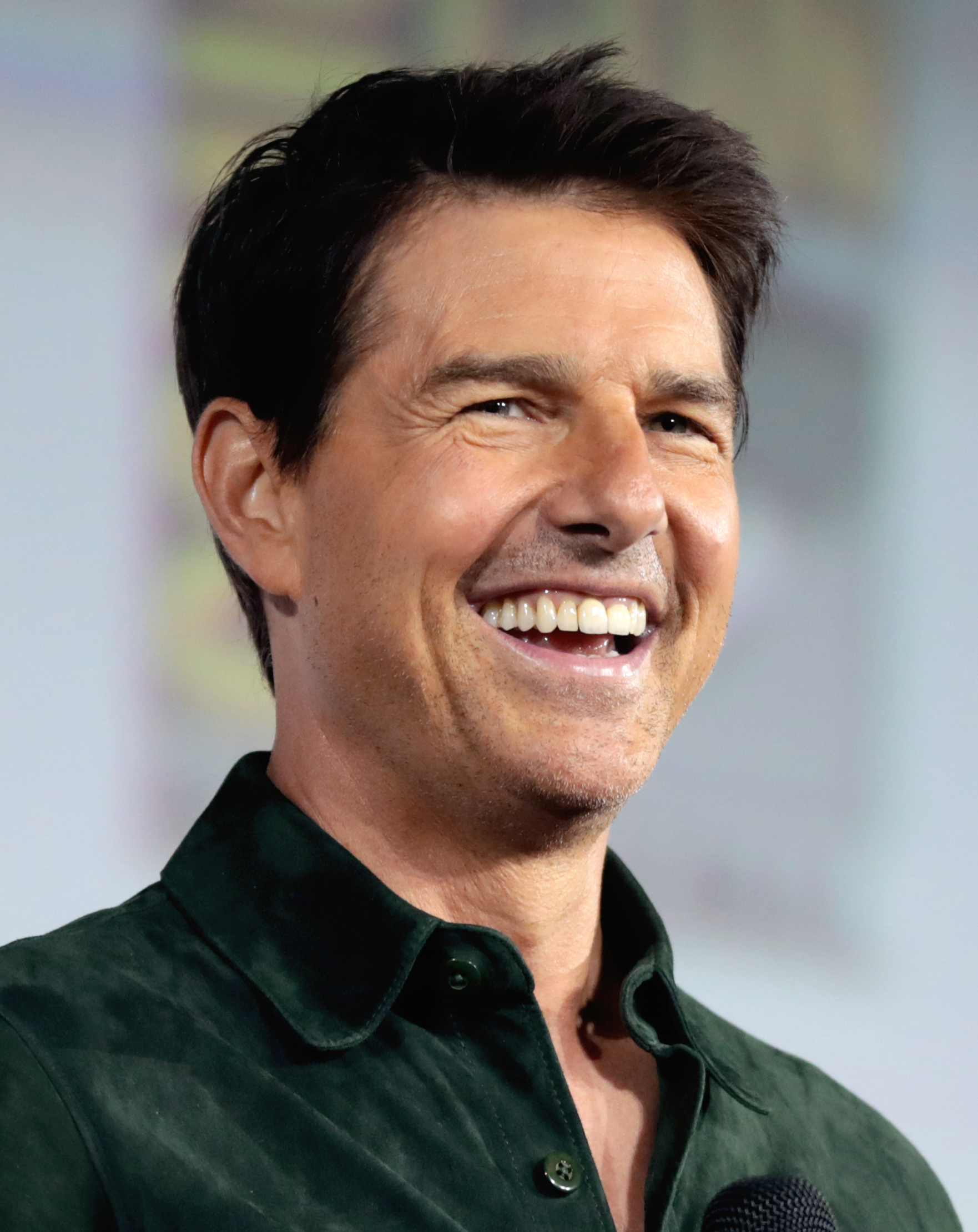
Tom Cruise al San Diego Comic-Con International 2019

Nel 2018 inoltre prende parte anche alle riprese di Top Gun: Maverick, sequel di Top Gun del 1986 la cui produzione è stata rimandata per decenni. Con la regia di Joseph Kosinski (regista con cui ha collaborato per Oblivion), le riprese si concluderanno nel marzo del 2019.  A causa della pandemia di COVID-19 il film subirà numerosi ritardi fino alla sua uscita definitiva il 25 maggio 2022. Top Gun: Maverick risulta un successo incredibile incassando 1 495 696 292 di dollari in tutto il mondo (contro i 500-600 milioni previsti), divenendo il maggior incasso per un film con Tom Cruise e il maggior incasso dell'anno. Ritorna ad interpretare Ethan Hunt nel settimo e nell'ottavo capitolo della saga Mission: Impossible, intitolati rispettivamente Mission: Impossible - Dead Reckoning - Parte uno e Mission: Impossible - The Final Reckoning, girati dal regista Christopher McQuarrie. Inizialmente era previsto di girare entrambi i film uno dopo l'altro, ma le riprese hanno avuto ritardi, stop e rinvii a causa della pandemia di COVID-19. Sono poi terminate ufficialmente nel maggio 2023 quelle per il settimo capitolo, uscito nelle sale italiane il 12 luglio dello stesso anno, mentre l'uscita per l'ottavo capitolo è prevista per il 23 maggio 2025.

## Vita privata

### Matrimoni e figli

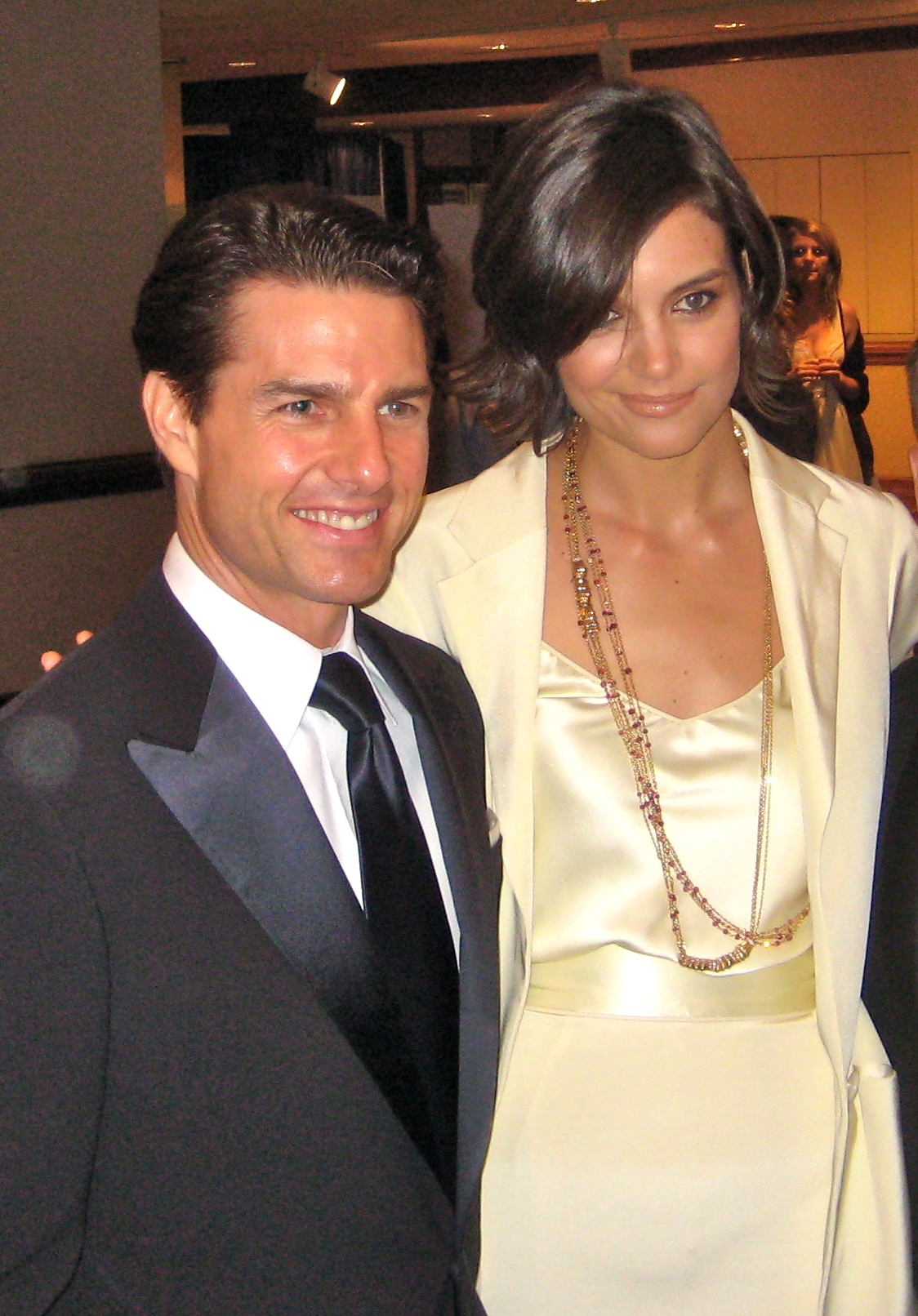
Cruise e Katie Holmes nel 2009

Il 9 maggio 1987 si sposò per la prima volta con l'attrice Mimi Rogers. La coppia ha divorziato il 4 febbraio 1990.
Nel novembre 1989, sul set del film Giorni di tuono, conobbe l'attrice Nicole Kidman e, dopo un periodo di fidanzamento molto breve, i due si sposarono il 24 dicembre 1990. Il matrimonio con la Kidman durò circa dieci anni, fino al divorzio avvenuto l'8 agosto 2001. La coppia ha due figli adottivi, Isabella Jane (nata nel 1992) e Connor Anthony (nato nel 1995). Kidman, in un'intervista concessa nel 2007, ha rivelato alla stampa di aver avuto due aborti spontanei durante il matrimonio, uno agli inizi e uno negli ultimi mesi. 
Dopo il divorzio, Cruise ebbe relazioni con l'attrice Penélope Cruz, conosciuta sul set di Vanilla Sky, dal 2001 al 2004, e con l'attrice Nazanin Boniadi. 
Nell'aprile 2005 cominciò a frequentare l'attrice Katie Holmes, da cui ha avuto una figlia, Suri, nata il 18 aprile 2006. La coppia si sposò il 18 novembre dello stesso anno, in Italia. Nel 2012 Cruise divorziò dalla Holmes e i due raggiunsero un accordo circa l'affidamento, dato unicamente alla madre, e il mantenimento della figlia con un fondo fiduciario e un assegno di mantenimento; anche se Cruise e la figlia non hanno più rapporti dal 2013. Poiché la legge di New York prevede che l'accesso ai documenti relativi ai divorzi sia possibile solo previa autorizzazione del Tribunale, gli esatti termini dell'accordo non sono accessibili al pubblico.

## Scientology e controversie

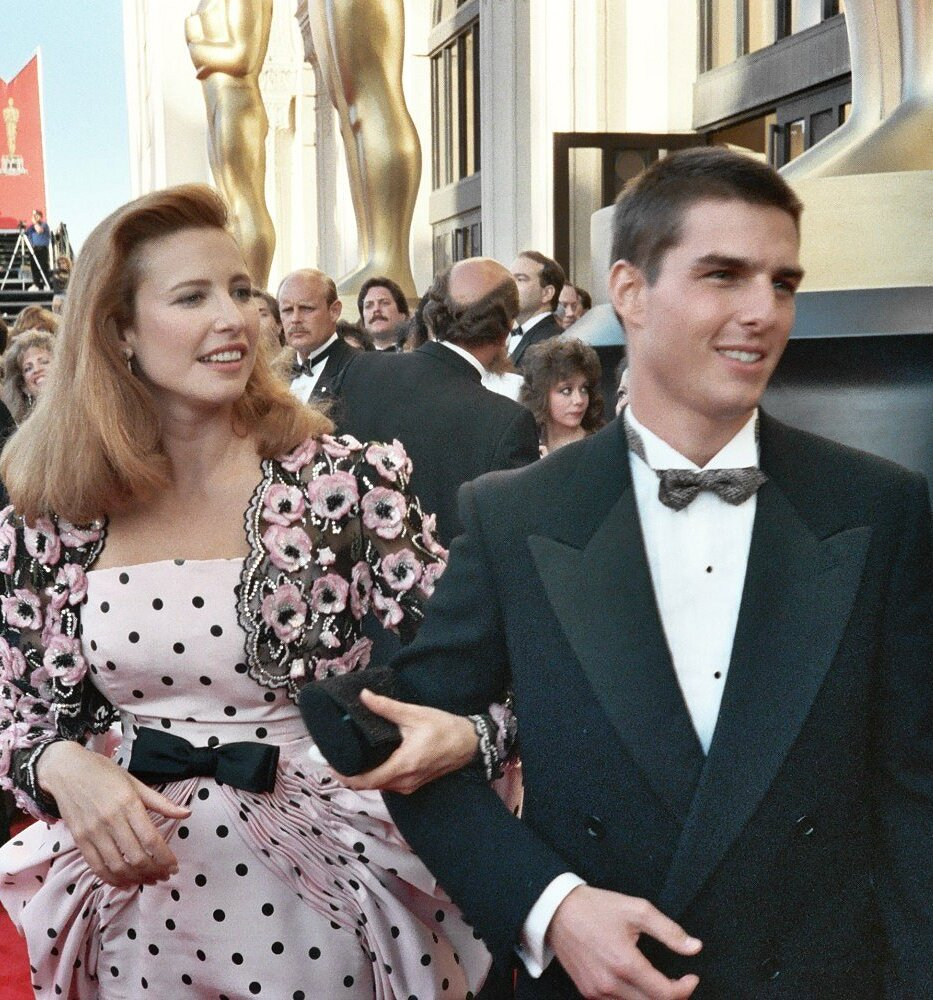
Cruise e Mimi Rogers nel 1989.

Seguace della religione di Scientology, introdotto dalla prima moglie Mimi Rogers, poiché il padre della donna aveva un ruolo alto nella gerarchia piramidale dell'organizzazione. Tom Cruise confermò la sua scelta religiosa anche dopo il divorzio dalla attrice Mimi Rogers, avvenuto il 4 febbraio del 1990. Il suo credo lo ha portato a criticare le sostanze psicoattive, come la cannabis, ma anche la psichiatria e alcuni farmaci antidepressivi. Nel libro Inside Scientology: The Story of America’s Most Secretive Religion di Janet Reitman, si evince che Scientology aveva mire su Cruise nel corso degli anni '90 poiché diventasse volto mediatico della religione.

### Scientology e relazioni personali
Nel libro dell'ex membro di Scientology Mike Rinder A Billion Years: My Escape From a Life in the Highest Ranks of Scientology rivela che la fine della relazione tra Nicole Kidman e l'attore avvenne anche a causa dei membri della religione, in quanto vista come personaggio scomodo in quanto non aderente al credo e figlia di uno psichiatra, branca della medicina rinnegata da Scientology; l'autore afferma inoltre che i capi della religione abbiano ingaggiato un investigatore privato, Anthony Pellicano, e intercettato il telefono della Kidman, dichiarazioni in seguito smentite da Scientology. Kidman ha inoltre dichiarato di non avere più rapporti con i figli adottivi Isabella e Connor, introdotti al culto di Scientology dal padre dopo il divorzio.
In un'inchiesta di Vanity Fair del 2012 ha riportato che nell'autunno del 2004 il membro di Scientology Nazanin Boniadi sarebbe stata scelta dai funzionari dell'organizzazione come prossima fidanzata di Tom Cruise per controllarne le dinamiche. La stessa Boniadi ha confermato l'inchiesta, dichiarando che successivamente al fallimento della relazione venne punita dai membri di Scientology decidendo di abbandonare definitivamente il culto, in cui era stata introdotta da bambina dalla madre.
Cruise ha dichiarato che l'ex moglie Katie Holmes ha divorziato in parte per proteggere la figlia Suri da Scientology, estromettendola dal culto di Scientology a Los Angeles.

### Propaganda a Scientology
Cruise, oltre a promuovere vari programmi per introdurre le persone a Scientology, ha fatto una campagna per il riconoscimento di Scientology come religioni in Europa. Nel 2007 un portavoce della Chiesa protestante, Thomas Gandow, ha definito Scientology «un’organizzazione totalitaria», paragonando Tom Cruise a Joseph Goebbels, il ministro della propaganda nazista, ritenendo che nel film Operazione Valchiria, l'attore che impersona Claus Schenk von Stauffenberg applica una «propaganda per scientology».
Nel 2005, il Consiglio di Parigi ha rivelato che Cruise aveva esercitato pressioni sul Ministro dell'interno francese Nicolas Sarkozy e sul Presidenti del Senato Jean-Claude Gaudin; questi ultimi hanno descritto Cruise come un portavoce militante di Scientology e hanno vietato qualsiasi ulteriore rapporto con lui. Nel 2024, sempre in Francia, l'attore ha partecipato alla promozione della nuova sede inaugurata in concomitanza ai Giochi della XXXIII Olimpiade tenutisi a Parigi.

## Filmografia

### Attore

#### Cinema
- Amore senza fine (Endless Love), regia di Franco Zeffirelli (1981)
- Taps - Squilli di rivolta (Taps), regia di Harold Becker (1981)
- I ragazzi della 56ª strada (The Outsiders), regia di Francis Ford Coppola (1983)
- Un week end da leone (Losin' It), regia di Curtis Hanson (1983)
- Risky Business - Fuori i vecchi... i figli ballano (Risky Business), regia di Paul Brickman (1983)
- Il ribelle (All the Right Moves), regia di Michael Chapman (1983)
- Legend, regia di Ridley Scott (1985)
- Top Gun, regia di Tony Scott (1986)
- Il colore dei soldi (The Color of Money), regia di Martin Scorsese (1986)
- Cocktail, regia di Roger Donaldson (1988)
- Rain Man - L'uomo della pioggia (Rain Man), regia di Barry Levinson (1988)
- Nato il quattro luglio (Born on the Fourth of July), regia di Oliver Stone (1989)
- Giorni di tuono (Days of Thunder), regia di Tony Scott (1990)
- Cuori ribelli (Far and Away), regia di Ron Howard (1992)
- Codice d'onore (A Few Good Men), regia di Rob Reiner (1992)
- Il socio (The Firm), regia di Sydney Pollack (1993)
- Intervista col vampiro (Interview with the Vampire), regia di Neil Jordan (1994)
- Mission: Impossible, regia di Brian De Palma (1996)
- Jerry Maguire, regia di Cameron Crowe (1996)
- Eyes Wide Shut, regia di Stanley Kubrick (1999)
- Magnolia, regia di Paul Thomas Anderson (1999)
- Mission: Impossible 2, regia di John Woo (2000)
- Vanilla Sky, regia di Cameron Crowe (2001)
- Minority Report, regia di Steven Spielberg (2002)
- Austin Powers in Goldmember, regia di Jay Roach (2002) – cameo
- L'ultimo samurai (The Last Samurai), regia di Edward Zwick (2003)
- Collateral, regia di Michael Mann (2004)
- La guerra dei mondi (War of the Worlds), regia di Steven Spielberg (2005)
- Mission: Impossible III, regia di J. J. Abrams (2006)
- Leoni per agnelli (Lions for Lambs), regia di Robert Redford (2007)
- Tropic Thunder, regia di Ben Stiller (2008)
- Operazione Valchiria (Valkyrie), regia di Bryan Singer (2008)
- Innocenti bugie (Knight and Day), regia di James Mangold (2010)
- Mission: Impossible - Protocollo fantasma (Mission: Impossible - Ghost Protocol), regia di Brad Bird (2011)
- Rock of Ages, regia di Adam Shankman (2012)
- Jack Reacher - La prova decisiva (Jack Reacher), regia di Christopher McQuarrie (2012)
- Oblivion, regia di Joseph Kosinski (2013)
- Edge of Tomorrow - Senza domani (Edge of Tomorrow), regia di Doug Liman (2014)
- Mission: Impossible - Rogue Nation, regia di Christopher McQuarrie (2015)
- Jack Reacher - Punto di non ritorno (Jack Reacher: Never Go Back), regia di Edward Zwick (2016)
- La mummia (The Mummy), regia di Alex Kurtzman (2017)
- Barry Seal - Una storia americana (American Made), regia di Doug Liman (2017)
- Mission: Impossible - Fallout, regia di Christopher McQuarrie (2018)
- Top Gun: Maverick, regia di Joseph Kosinski (2022)
- Mission: Impossible - Dead Reckoning, regia di Christopher McQuarrie (2023)
- Mission: Impossible - The Final Reckoning, regia di Christopher McQuarrie (2025)

### Documentari
- Stanley Kubrick: A Life in Pictures, regia di Jan Harlan (2001)
- Space Station 3D, regia di Toni Myers (2002) – narratore
- Spielberg, regia di Susan Lacy (2017)

### Produttore

#### Cinema
- Mission: Impossible, regia di Brian De Palma (1996)
- Without Limits, regia di Robert Towne (1998)
- Mission: Impossible 2, regia di John Woo (2000)
- The Others, regia di Alejandro Amenábar – produttore esecutivo (2001)
- Vanilla Sky, regia di Cameron Crowe (2001)
- Narc - Analisi di un delitto (Narc), regia di Joe Carnahan – produttore esecutivo (2002)
- L'inventore di favole (Shattered Glass), regia di Billy Ray – produttore esecutivo (2003)
- L'ultimo samurai (The Last Samurai), regia di Edward Zwick (2003)
- Elizabethtown, regia di Cameron Crowe (2005)
- Chiedi alla polvere (Ask the Dust), regia di Robert Towne (2006)
- Mission: Impossible III, regia di J. J. Abrams (2006)
- Mission: Impossible - Protocollo fantasma (Mission: Impossible – Ghost Protocol), regia di Brad Bird (2011)
- Jack Reacher - La prova decisiva (Jack Reacher), regia di Christopher McQuarrie (2012)
- Mission: Impossible - Rogue Nation, regia di Christopher McQuarrie (2015)
- Jack Reacher - Punto di non ritorno (Jack Reacher: Never Go Back), regia di Edward Zwick (2016)
- Mission: Impossible - Fallout, regia di Christopher McQuarrie (2018)
- Top Gun: Maverick, regia di Joseph Kosinski (2022)
- Mission: Impossible - Dead Reckoning, regia di Christopher McQuarrie (2023)
- Mission: Impossible - The Final Reckoning, regia di Christopher McQuarrie (2025)

## Riconoscimenti
- Premio Oscar

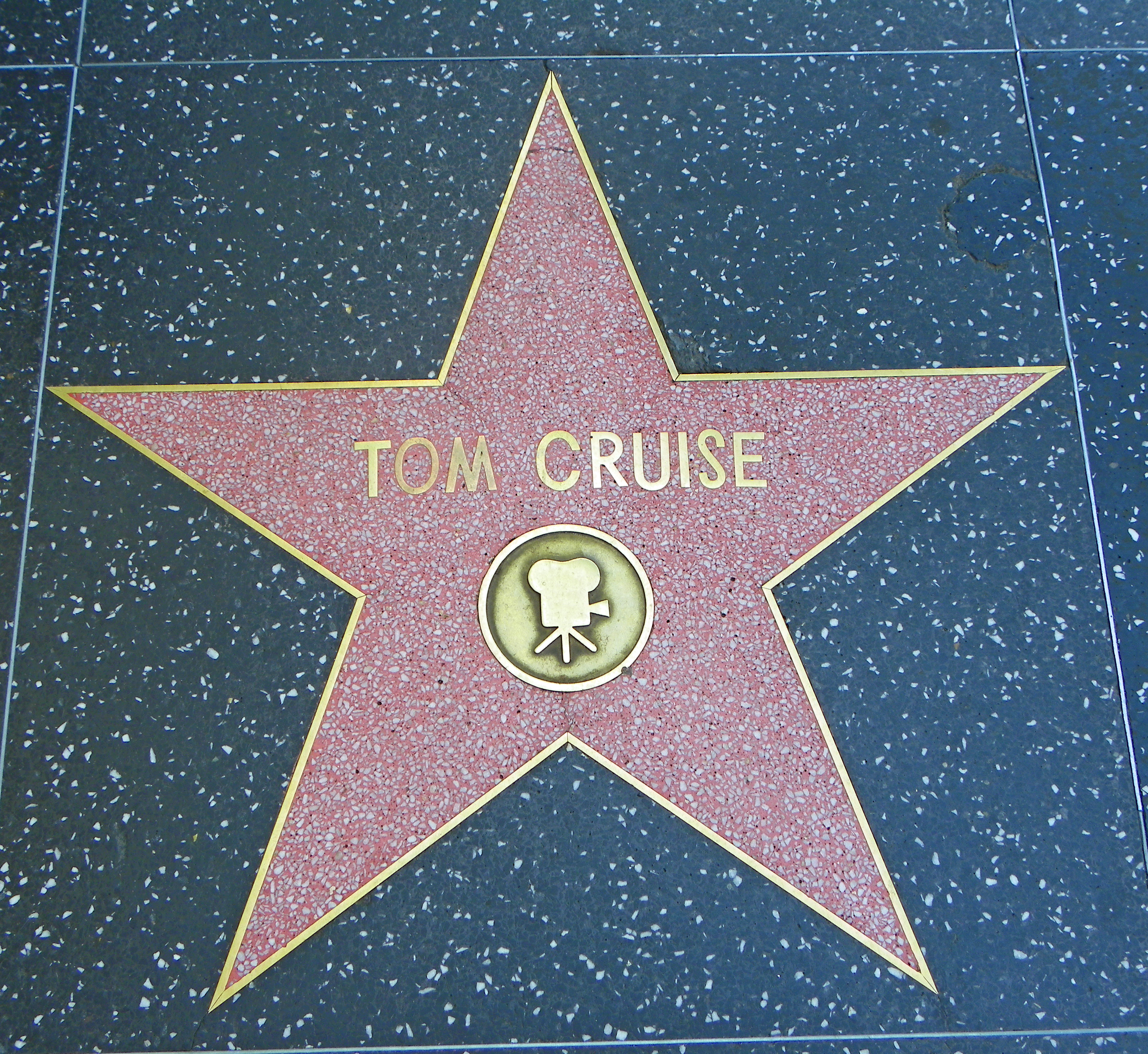
La stella di Tom Cruise sulla Hollywood Walk of Fame

  - 1990 – Candidatura al miglior attore protagonista per Nato il quattro luglio[44]
  - 1997 – Candidatura al miglior attore protagonista per Jerry Maguire[45]
  - 2000 – Candidatura al miglior attore non protagonista per Magnolia[46]
  - 2023 – Candidatura al miglior film per Top Gun: Maverick
  - 2026 – Oscar alla carriera[47]
- Golden Globe
  - 1984 – Candidatura al miglior attore in un film commedia o musicale per Risky Business - Fuori i vecchi... i figli ballano[48]
  - 1990 – Miglior attore in un film drammatico per Nato il quattro luglio[49]
  - 1993 – Candidatura al miglior attore in un film drammatico per Codice d'onore[50]
  - 1997 – Miglior attore in un film commedia o musicale per Jerry Maguire[51]
  - 2000 – Miglior attore non protagonista per Magnolia[52]
  - 2004 – Candidatura come miglior attore in un film drammatico per L'ultimo samurai[53]
  - 2009 – Candidatura come miglior attore non protagonista per Tropic Thunder[54]
  - 2023 – Candidatura al miglior film drammatico per Top Gun: Maverick
- BAFTA
  - 1991 - Candidatura al miglior attore per Nato il quattro luglio
- Blockbuster Entertainment Awards
  - 1995 – Miglior attore in un film thriller/mystery per Intervista col vampiro
  - 1997 – Miglior attore in un film commedia/romantico per Jerry Maguire
  - 2000 – Candidatura al miglior attore in un film drammatico/romantico per Eyes Wide Shut
  - 2000 – Miglior attore non protagonista in un film drammatico per Magnolia
  - 2001 – Candidatura al miglior attore in un film d'azione per Mission: Impossible II
- David di Donatello
  - 1990 – Candidatura al miglior attore straniero per Nato il quattro luglio
  - 2005 – David di Donatello Speciale[55]
- Festival di Cannes
  - 2022 – Palma d'oro onoraria
- Kids' Choice Awards
  - 1997 – Candidatura al miglior attore per Mission: Impossible
  - 2001 – Candidatura al miglior attore per Mission: Impossible 2
  - 2001 – Wannabe Award
  - 2012 – Candidatura allo spaccaossa preferito per Mission: Impossible - Protocollo fantasma
  - 2023 – Candidatura al miglior attore per Top Gun: Maverick
- MTV Movie & TV Awards
  - 1993 – Candidatura alla miglior performance maschile per Codice d'onore
  - 1993 – Candidatura all'attore più attraente per Codice d'onore
  - 1993 – Candidatura alla miglior coppia per Cuori ribelli (condiviso con Nicole Kidman)
  - 1994 – Candidatura alla miglior performance maschile per Il socio
  - 1994 – Candidatura all'attore più attraente per Il socio
  - 1995 – Candidatura all'attore più attraente per Intervista col vampiro
  - 1995 – Candidatura alla miglior coppia per Intervista col vampiro (condiviso con Brad Pitt)
  - 1995 – Candidatura al miglior cattivo per Intervista col vampiro
  - 1997 – Miglior performance maschile per Jerry Maguire
  - 2001 – Migliore performance maschile per Mission: Impossible 2
  - 2004 – Candidatura alla miglior performance maschile per L'ultimo samurai
  - 2005 – Candidatura al miglior cattivo per Collateral
  - 2005 – MTV Generation Award
  - 2012 – Candidatura al miglior combattimento per Mission: Impossible - Protocollo fantasma (condiviso con Michael Nyqvist)
  - 2012 – Candidatura al miglior momento "Ma che ca...!" per Mission: Impossible - Protocollo fantasma
  - 2023 - Miglior performance in un film per Top Gun: Maverick
  - 2023 – Candidatura al miglior eroe per Top Gun: Maverick
  - 2023 – Candidatura al miglior duo per Top Gun: Maverick (condiviso con Miles Teller)
- Nastro d'argento
  - 2000 – Nastro d'argento speciale per Mission: Impossible 2[56][57]
- Razzie Awards
  - 1988 – Candidatura al peggior attore protagonista per Cocktail
  - 1994 – Peggior coppia per Intervista col vampiro (condiviso con Brad Pitt)
  - 2005 – Più noioso bersaglio dei tabloid
  - 2005 – Candidatura al più noioso bersaglio dei tabloid
  - 2005 – Candidatura al peggior attore protagonista per La guerra dei mondi
  - 2017 – Peggior attore protagonista per La mummia[58]
- Saturn Awards
  - 1995 – Candidatura al miglior attore per Intervista col vampiro
  - 2002 – Miglior attore per Vanilla Sky
  - 2003 – Candidatura al miglior attore per Minority Report
  - 2004 – Candidatura al miglior attore per L'ultimo samurai
  - 2005 – Candidatura al miglior attore per Collateral
  - 2006 – Candidatura al miglior attore per La guerra dei mondi
  - 2007 – Candidatura al miglior attore per Mission: Impossible III
  - 2009 – Candidatura al miglior attore in Operazione Valchiria
  - 2012 – Candidatura al miglior attore per Mission: Impossible - Protocollo fantasma
  - 2015 – Candidatura al miglior attore per Edge of Tomorrow - Senza domani[59]
  - 2019 – Candidatura al miglior attore per Mission: Impossible - Fallout[60]
  - 2022 – Miglior attore per Top Gun: Maverick[61]
- Teen Choice Awards
  - 2000 – Candidatura come miglior attore e miglior scena da annientare per Mission: Impossible II
- 17 dicembre 2024: Distinguished Public Service Award, il più alto riconoscimento civile della United States Navy "per l'eccezionale contributo dato alle forze armate armate americane con i suoi ruoli sul grande schermo".[62]

## Doppiatori italiani
Nelle versioni in italiano delle opere in cui ha recitato, Tom Cruise è stato doppiato da:
- Roberto Chevalier in Top Gun, Rain Man - L'uomo della pioggia, Nato il quattro luglio, Giorni di tuono, Cuori ribelli, Codice d'onore, Il socio, Intervista col vampiro, Mission: Impossible, Jerry Maguire, Magnolia, Mission: Impossible II, Vanilla Sky, Minority Report, Austin Powers in Goldmember, L'ultimo samurai, Collateral, Leoni per agnelli, Tropic Thunder, Operazione Valchiria, Innocenti bugie, Mission: Impossible - Protocollo fantasma, Rock of Ages, Jack Reacher - La prova decisiva, Oblivion, Edge of Tomorrow - Senza domani, Mission: Impossible - Rogue Nation, Going Clear - Scientology e la prigione della fede, Jack Reacher - Punto di non ritorno, La mummia, Barry Seal - Una storia americana, Mission: Impossible - Fallout, Top Gun: Maverick, Mission: Impossible - Dead Reckoning, Mission: Impossible - The Final Reckoning
- Mauro Gravina in Taps - Squilli di rivolta, Il colore dei soldi, Cocktail
- Riccardo Rossi in La guerra dei mondi, Mission: Impossible III, Spielberg[63]
- Gianni Williams in Amore senza fine
- Giuseppe Paraldi in I ragazzi della 56ª strada
- Christian Fassetta in Un week-end da leone
- Tonino Accolla in Risky Business - Fuori i vecchi... i figli ballano
- Fabio Boccanera in Il ribelle
- Luca Lionello in Legend
- Massimo Popolizio in Eyes Wide Shut
- Sacha De Toni in Amore senza fine (ridoppiaggio)